# Farnóbio

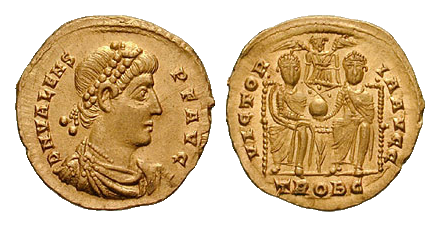
Soldo do imperador Valente r.

Farnóbio (em latim: Farnobius; m. 377) foi um chefe gótico morto em combate pelo exército romano liderado pelo general Frigérido enquanto tentava atravessar as montanhas da Trácia para a Ilíria.

## Biografia
Farnóbio era um optímato (optimatus; chefe) duma das tribos grutungas que estavam pressionando a fronteira imperial do rio Danúbio durante a década de 370 como resultado da pressão mais a oeste pelos hunos. Em 376, aproveitando-se da escolta romana dos imigrantes tervíngios liderados por Fritigerno e Alavivo de Durostoro para as cercanias de Martirópolis, liderou seu povo da Muntênia até o rio e dali invadiu a Mésia Secunda. Ele foi acompanhado pelos regentes Alateu e Safrax, mas pouco depois separou-se deles e operou independentemente.
Sua tribo logo juntou-se a um grupo de taifalos, e eles começaram a saquear a Mésia Inferior. Em 377, Farnóbio atacou um castro romano em Beroia, que estava sendo defendido pelo mestre dos soldados Frigérido. Frigérido foi forçado a retroceder da Trácia para a Ilíria, onde conseguiu obter reforços. Então retornou para a Trácia e moveu-se em direção as montanhas, onde surpreendeu as tropas invasoras que estavam tentando cruzar os passos de montanha. Na batalha resultante, Farnóbio foi morto e suas tropas capturadas. No rescaldo, os bárbaros foram deportados para a Itália para suplementar a população da península.